# Центральне Онтаріо
44° пн. ш. 79° зх. д. / 44° пн. ш. 79° зх. д.
Центральне Онтаріо — субрегіон Південного Онтаріо в канадській провінції Онтаріо, що розташований між затокою Джорджен-Бей і східним кінцем озера Онтаріо.
Населення субрегіону в 2016 році становило 1 123 307 осіб; однак ця цифра не включає велику кількість сезонних мешканців котеджних заміських районів, чисельність яких у пік року збільшує загальну кількість мешканців до 1,5 мільйона. Хоча тут є багато малих і середніх урбанізованих поселень, більша частина Центрального Онтаріо вкрита фермами, озерами (з прісноводними пляжами), річками або малонаселеними лісами на південному краю Канадського щита.

## Визначення
Центральне Онтаріо розташоване в межах основного регіону Південного Онтаріо, що географічно розміщує його в південно-центральній частині провінції. Хоча при адміністративному поділі (який в Онтаріо має форму графств, переписних і виборчих округів, регіональних і районних муніципалітетів, територіальних округів і деяких міст) Центральне Онтаріо зазвичай вважається окремим вторинним провінційним регіоном, майже всі його дрібніші адмінодиниці мають приналежність або прив'язку до інших первинних або вторинних провінційних регіонів на північ, південь та схід.
Територіальний або судовий округ Перрі-Саунд і муніципалітет району Маскока географічно знаходяться в Центральному Онтаріо, але керуються як частина основного регіону Північного Онтаріо за федеральними програмами економічного розвитку через особливі економічні обставини цих районів. Південна частина територіального або судового округу Ніпіссінґ знаходиться в Центральному Онтаріо, який географічно простягається на північ до річки Маттава. Однак, як і Маскока та Перрі-Саунд, весь Ніпіссінґ адміністративно розглядається як частина Північного Онтаріо.
Округи Ґрей і Брюс іноді можуть бути включені до Центрального Онтаріо, оскільки вони знаходяться поблизу або на північ від широти 44 градусів, але набагато частіше розглядаються як частина південно-західного Онтаріо. Вони також є частиною району Джорджіанського трикутника, який включає частини Центрального та Південно-Західного Онтаріо. Далі на схід, приблизно на тій же широті, округи Сімко, Пітерборо, Нортамберленд і місто Каварта-Лейкс також мають південну орієнтацію як частина регіону Великої Золотої Підкови, зосередженої навколо західного краю озера Онтаріо.
Ще далі на схід, округ Гастінґс і округ Принца Едварда можуть вважатися частиною Центрального Онтаріо за різними джерелами, але частіше включаються до вторинного регіону Східного Онтаріо, в основному тому, що вони мають однакові телефонні коди (613 і 343), мають краще транспортне сполучення з цим регіоном і є частиною зони охоплення ЗМІ довкола Кінґстона. Це залишає округ Галібертон єдиним переписним округом у Центральному Онтаріо, який не має зв'язків з жодними іншими другорядними провінційними регіонами Онтаріо.

## Географія

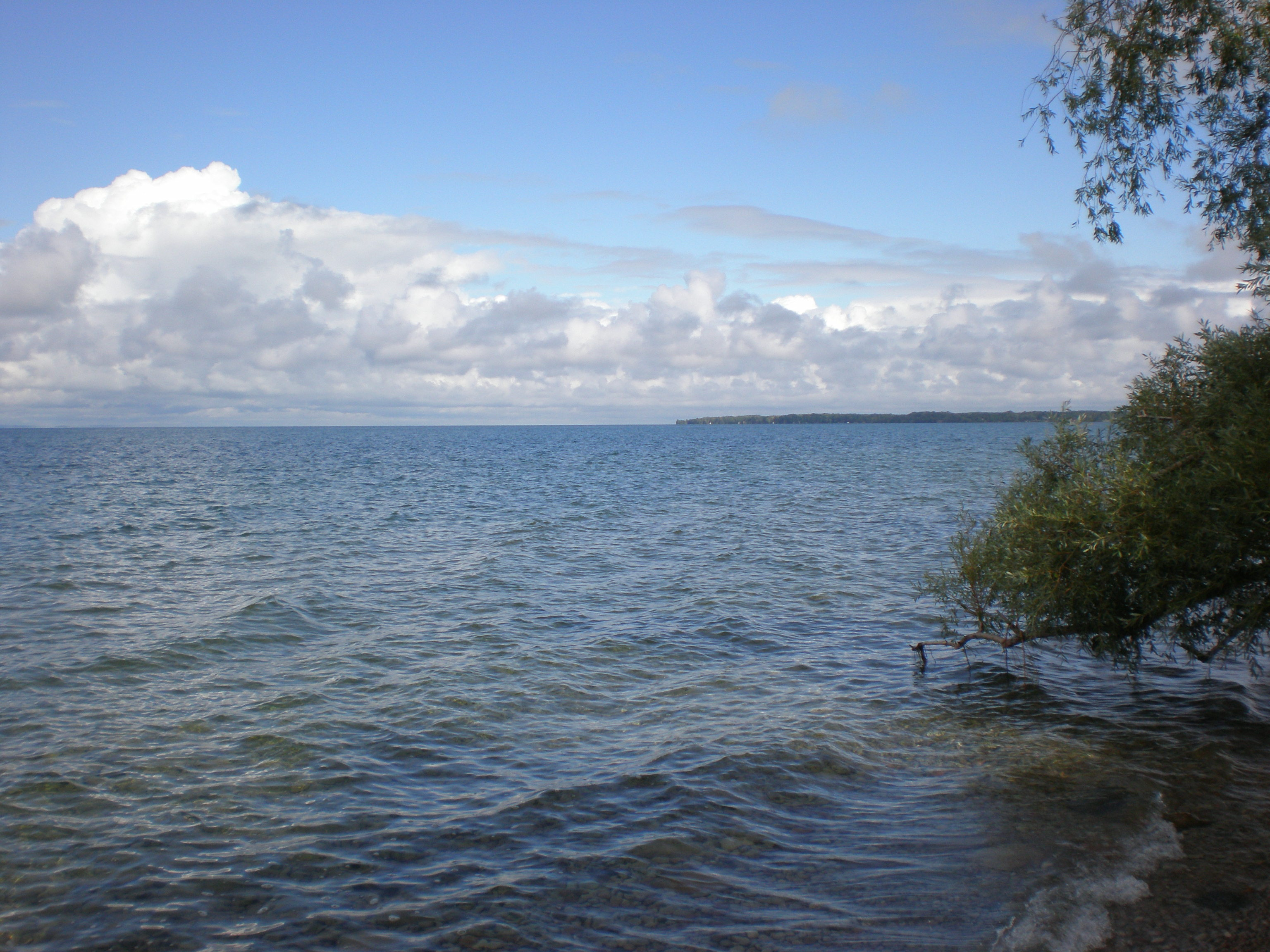
Озеро Сімко

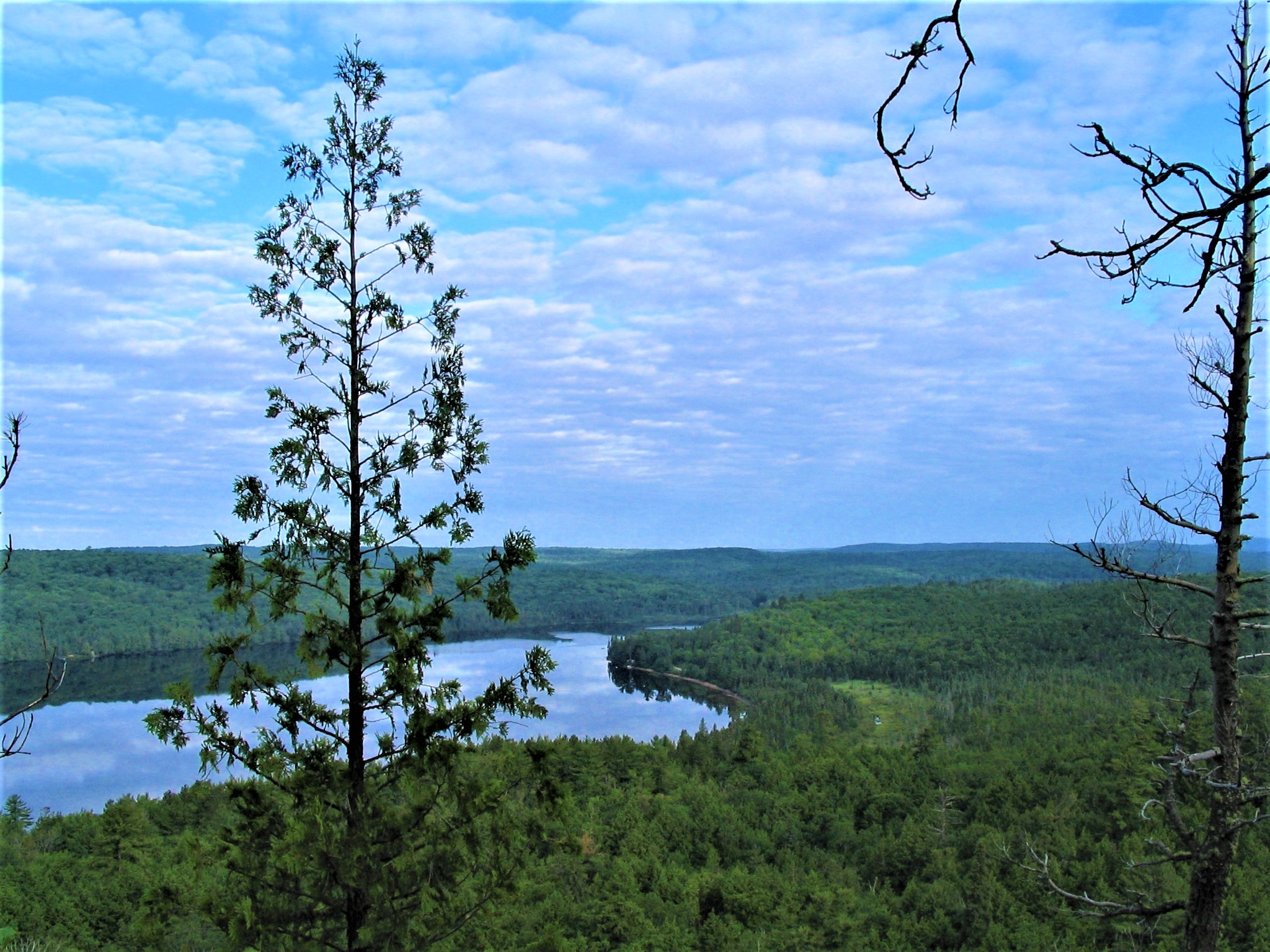
Провінційний парк Алґонкін

Канадський щит проходить над північною частиною Центрального Онтаріо, рекреаційною зоною зі значно збільшеною популяцією влітку, включаючи дикі місця провінційного парку Алґонкін. Озера та річки цієї місцевості, яку часто називають «котеджним краєм», усіяні численними котеджами, деякі з них є сезонними, але останнім часом спостерігається тенденція до використання деяких з цих «літніх котеджів» для цілорічного проживання. Люди переселяються в котеджі напостійно через низку факторів, — через популярність відпочинку на природі, вихід на пенсію покоління «бебібумерів», збільшення місцевих послуг, покращення бездротового зв'язку і покриття інтернетом.
Водний шлях Трент-Северн, побудований протягом багатьох років у середині 19 століття, охоплює Центральне Онтаріо через серію шлюзів, з'єднуючи Джорджен-Бей з озером Онтаріо, входить в затоку в Порт-Северні і в озеро Онтаріо по річці Трент в затоці Квінті в Трентоні. Обходячи багато порогів, цей водний маршрут у літні місяці приваблює користувачів прогулянкових човнів та любителів риболовлі.
Уздовж північного краю Центрального Онтаріо є одні з найвищих географічних точок Південного Онтаріо. Ці узвишшя відомі як пагорби Опеонґо, і вони також простягаються на частини Східного Онтаріо.

## Клімат
Клімат цієї області є вологим континентальним кліматом з великими сезонними коливаннями, дещо пом'якшеними впливом Великих озер. Літо тепле і вологе (іноді спекотне), але коротше, ніж далі на південь, із загалом прохолодними ночами. Зими холодні зі значними снігопадами; деякі райони снігового поясу отримують в середньому понад 300 см на рік. Сильні літні бурі також є звичним явищем, особливо в окрузі Сімко, який для Онтаріо має високу поширеність торнадо і був місцем сумнозвісного торнадо в Беррі в 1985 році.

## Підрозділи

### Однорівневі муніципалітети
- Озера Каварта
- Округ Принца Едуарда

### Відокремлені муніципалітети
- Місто Беррі
- Місто Бельвіль
- Місто Орілья
- Місто Пітерборо
- Місто Квінті-Вест

### Райони
- Район Перрі-Саунд

### Регіональні муніципалітети
- Районний муніципалітет Маскоки

### Графства
- Графство Дафферін
- Графство Галібертон
- Графство Гастінґс
- Графство Нортамберленд
- Графство Пітерборо
- Графство Сімко